# 디코이
디코이(D.COY)는 롤링컬쳐원에서 새롭게 선보이는 5인조 밴드이며 2020년 2월 19일에 데뷔한 대한민국의 아이돌 그룹 밴드이다.
허스키한 목소리가 매력적인 메인 보컬을 중심으로, 키보드와 베이스의 감미로운 코러스가 인상적인 밴드이다.
디코이라는 밴드의 이름은 '유인하는 사람'이라는 뜻의 'DECOY'에서 따왔으며 록 음악을 기반으로 팝의 느낌과 서정적인 사운드로 대중을 사로잡겠다는 의미가 담아냈다.
디코이는 롤링컬쳐원에서 새롭게 선보이는 글로벌 아이돌 밴드로, 다섯 멤버가 각자의 원석 상징(Ruby-정민, Onyx-성우, Amethyst-혁진, Sapphire-원신, Moonstone-도선)을 가진 독특한 세계 속에서의 서사를 통해 '디코이만의 이야기'를 그려나갈 예정이다.

## 활동

### 2020년: 데뷔,COLOR MAGIC
2월 19일, 첫 번째 싱글인 〈COLOR MAGIC〉가 발매되었다. 타이틀 곡인〈COLOR MAGIC〉는 멤버들이 서로가 가진 원석의 '컬러'를 그리워하는 이야기를 음악적으로 풀어낸 작품으로, 서로 떨어져 있지만 자신들을 하나로 이어주는 매개체를 통해 서로를 찾아 떠나는 여행을 녹여냈다. 드라마 《쓸쓸하고 찬란하神 - 도깨비》 OST 〈Beautiful'〉 의 작곡가 이승주가 곡 작업과 프로듀싱을 맡아 감각적이고 세련된 신스팝 사운드를 탄생시켰다. 여기에 디코이 멤버들도 작업에 참여, 밴드로서의 진정성을 녹여냈다. 뮤직 비디오 제작에는 쟈니브로스가 메가폰을 잡아 감각적인 영상을 탄생시켰으며 멤버들이 각각 가지고 있는 컬러에 포커스를 맞춰 화려한 색감이 인상적으로 담긴 뮤직 비디오를 완성시켰다. 함께 수록되어 있는〈Come To Light〉는 디코이의 리더 정민이 작사 · 작곡하였으며 〈COLOR MAGIC〉과는 상반된 사운드가 녹아들었다. 희망과 빛이 존재하지 않는 공간에 홀로 갇힌 성우를 찾아 나선 네 명의 멤버들이 성우를 위한 빛이 되어주는 따뜻한 메시지를 품고 있다.

## 구성원
키보드&서브보컬의 리더 정민,
메인보컬 성우,
베이스&서브보컬 원신,
기타 혁진,
드럼 도선으로 구성되었다.

## 음반
2020년 2월 19일 'COLOR MAGIC'이라는 싱글로 데뷔했다.
수록곡으로는 'Come To Light'이라는 곡이 있는데, 이 곡은 리더인 정민이 작사/작곡한 곡이다.
COLOR MAGIC의 INST와 Come To Light의 INST도 포함되어 있다.
2020년 7월 21일 'GO AWAY'라는 두번째 싱글을 발표했다.
INST는 포함되어 있지 않으며 대신 'GO AWAY'의 영어버전이 수록되어 있는 싱글이다.